# Зайцев, Фёдор Иванович
Фёдор Иванович Зайцев (10 [22] февраля 1897 — 1 сентября 1960) — советский партийный и государственный деятель. В 1927—1934 гг. член Центральной Контрольной Комиссии ВКП(б). В 1934—1939 гг. член Комиссии партийного контроля при ЦК ВКП(б).

## Биография
Родился в селе Колпны Орловской губернии в семье сапожника.
С 1911 рабочий химлаборатории Юзовского металлургического завода. С 1913 участвовал в рабочем движении, член РСДРП с 1915 г.
С сентября член Президиума, с ноября 1917 секретарь, с февраля 1918 заместитель председателя Юзовского совета. Участвовал в организации Красной гвардии, в боях с белоказаками Парамонова. В августе 1918 был заброшен на Украину для подпольной работы, арестован гетманской вартой, сидел в Бахмутской тюрьме. Был выкуплен подпольным Красным Крестом и продолжил подпольную деятельность, организовал и возглавил Юзовский подпольный ревком. В ноябре 1918 поднял большевистское восстание в Юзовском районе.
В 1919 году работал в Павлограде, член Екатеринославского губревкома, редактор газеты «Донецкий коммунист». В мае 1919 снова был председателем Юзовского уездного ревкома. Затем в 1920 инструктор Политотдела 13 армии Южного фронта.
В 1920—1923 ответственный секретарь Юзовского укома КП(б)У, председатель Донецкой губернской контрольной комиссии КП(б)У, председатель Сталинского окружного Совета профсоюзов. В 1923—1924 учился на Курсах марксизма при ЦК КП(б)У. В 1924—1929 секретарь Партийной коллегии Центральной Контрольной Комиссии КП(б)У. В 1929—1931 ответственный секретарь Луганского окружкома и горкома КП(б)У. В 1931—1932 первый секретарь Днепропетровского горкома КП(б)У. С февраля 1932 по июнь 1933 - секретарь ЦК КП(б)У по транспорту. В 1933—1934 второй секретарь Западного обкома ВКП(б). В 1937 уполномоченный Комиссии партийного контроля при ЦК ВКП(б) по Татарской АССР. В 1937—1939 секретарь Партийной коллегии КПК по Татарской АССР. В 1939—1941 работал в Наркомате угольной промышленности СССР.
В 1941—1946 был в отряде народного ополчения, затем на политработе в РККА (Калининский, 1 Украинский, Забайкальский фронты). В 1946—1955 старший инженер, старший инспектор Министерства металлургической промышленности СССР, начальник Отдела Министерства металлургической промышленности СССР.
В 1927—1934 член Центральной Контрольной Комиссии ВКП(б). В 1924—1930 гг. член Центральной Контрольной Комиссии, 1930—1934 гг. член ЦК, в 1930—1933 гг. кандидат в члены Политбюро, в 1932—1933 гг. член Оргбюро ЦК КП(б)У. 
26 января—10 февраля 1934 года делегат XVII съезда ВКП(б) с решающим голосом от Западной парторганизации.
В 1934—1939 гг. член Комиссии партийного контроля при ЦК ВКП(б). Член ВУЦИК нескольких созывов.
С 1955 г. на пенсии. Оставил ряд мемуаров о Революции и гражданской войне в Донбассе.
Награждён орденами Отечественной войны II степени и Красного Знамени.
Умер в Москве. Позднее в Донецке в его честь была названа улица.

## Сочинения
- Зайцев Ф. Октябрь в Юзовке // Октябрьская революция. Первое пятилетие. — Харьков, 1922.
- Ф.Зайцев Как мы творили Октябрь (1917-18 гг в Юзовке) // Летопись революции. №4. 1925. С.132-146.
- Ф.Зайцев Большевики Юзовки до 1918 года // Литературный Донбасс, книга 10-12, 1933, с.152-157.
- Ф.Зайцев Ф. Про Жовтень на Стапінщині (Юзівщині) // Летопись революции. №1-2. 1931. С.155-168.
- Зайцев Ф. І. Жовтень на Стапінщині.— Харків, 1933.
- Зайцев Ф. Юзовка (воспоминания  рабочего) // Спутник Донецкого Пponагандиста. 1923. - N 1—2, с. 122-133.